# Coventina

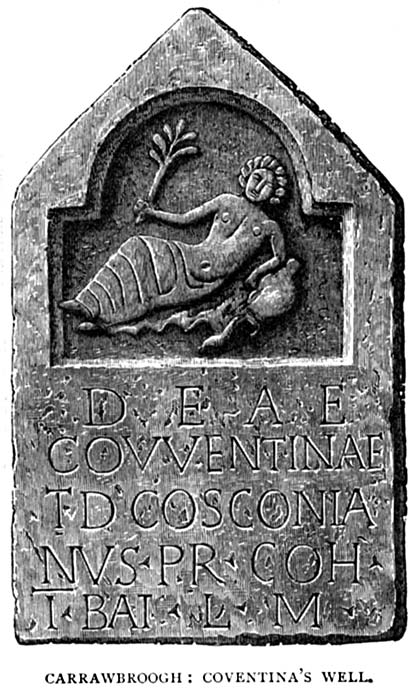
Bajorrelieve de Coventina.

Coventina es la diosa celta de las aguas. Representa la abundancia y la fecundidad.
Fue adorada en el sur de Francia, en la provincia de Lugo y muy especialmente en el norte de Inglaterra. 
En esta última zona, concretamente en Carrawburgh, condado de Northumberland, se encuentra un templo en su honor, situado en la muralla de Adriano, donde se han encontrado gran cantidad de restos arqueológicos como monedas, piedras, anillos, cristalería y cerámicas. Es por ello que se cree que este lugar tuvo que ser abandonado a finales del siglo IV, probablemente debido a un edicto antipagano del emperador romano Teodosio I.

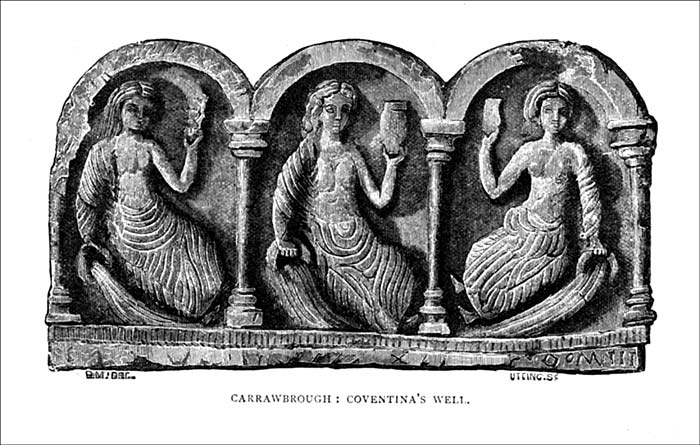
Representación triple de Coventina.